# María Consuelo Araújo
María Consuelo «Conchi» Araújo Castro (Valledupar, 27 de octubre de 1971) es una política colombiana.  Fue Ministra de Cultura en el periodo 2002-2006 y Ministra de Relaciones Exteriores desde el 7 de agosto de 2006 hasta el 28 de febrero de 2007 durante el gobierno de Álvaro Uribe. Posteriormente, durante la segunda Alcaldía de Enrique Peñalosa, se desempeñó como secretaria de Integración Social de Bogotá y como gerente de Transmilenio. Actualmente forma parte del equipo de Mañanas Blu con Néstor Morales.

## Biografía
Araújo proviene de una familia muy ligada a la política del Cesar. Su padre, Álvaro Araújo Noguera, formó parte del gobierno del presidente Alfonso López Michelsen, su tía Consuelo Araújo Noguera fue Ministra de Cultura del Presidente Andrés Pastrana y su hermano, Álvaro Araújo Castro, fue senador y líder del partido Alas Equipo Colombia. 
Estudió Finanzas y Relaciones Internacionales en la Universidad Externado de Colombia y es especialista en Gobierno, Gerencia y Asuntos Públicos de la misma institución. Fue directora del Jardín Botánico José Celestino Mutis durante la administración de Enrique Peñalosa como Alcalde de Bogotá (1998-2000), y del Instituto Distrital de Recreación y Deporte de la ciudad, bajo el segundo gobierno de Antanas Mockus (2001-2002). 
Después de renunciar a su cargo como canciller pasó a desempeñarse como directora de postgrados de la facultad de Finanzas, Gobierno y Relaciones Internacionales de la Universidad Externado de Colombia.
Está casada con el fotógrafo argentino Ricardo Mazalán y tiene una hija, Susana, nacida en 2002. 

### Ministra de Cultura y canciller

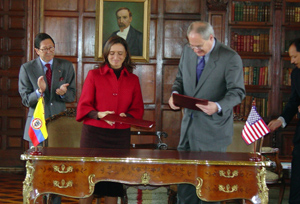
Araújo con los embajadores William Wood de Estados Unidos y Julio Aníbal Riaño de Colombia.

Durante el primer mandato del presidente Álvaro Uribe Vélez (2002 - 2006), Araújo se desempeñó como Ministra de Cultura. En 2006, tras una crisis diplomática provocada por los expresidentes Ernesto Samper y Andrés Pastrana, Araújo, que había sido designada como futura embajadora en México, fue nombrada canciller en reemplazo de Carolina Barco quien pasó a reemplazar a Pastrana en la embajada de Estados Unidos, cargo que ocupó desde el 7 de agosto del mismo año. 
A finales de 2006 su hermano, el senador Álvaro Araújo Castro y su padre fueron acusados de presuntos vínculos con grupos paramilitares y de participar en un secuestro.
El 15 de febrero la Corte Suprema de Justicia dictó medida de aseguramiento contra su hermano y al día siguiente ordenó investigar por los mismos delitos a su padre.
A pesar de la insistencia del presidente Álvaro Uribe Vélez para que continuara en su cargo, el 19 de febrero la canciller anunció en una rueda de prensa su renuncia afirmando que su padre y hermano eran inocentes de los cargos de los que los acusaban y que prefería estar libre de ataduras para ayudar a demostrar su inocencia.